# آزادی مدنی
آزادی‌های مدنی و یا آزادی های شخصی آزادی‌هایی هستند که حکومت نمی‌تواند بر اساس قانون یا تفسیر قضایی و بدون محاکمه آنها را سلب کند. هر چند دامنه این واژه در کشورهای مختلف، متفاوت است اما آزادی‌های مدنی شامل آزادی اندیشه، آزادی مطبوعات، آزادی دین، آزادی بیان، آزادی تجمعات اعتراضی، حق امنیت، آزادی سخنرانی (کتبی و شفاهی)، حریم خصوصی، حق دادرسی برابر بر اساس قانون، حق برخورداری از یک محاکمه عادلانه و حق زیستن می‌باشد. دیگر آزادی‌های مدنی شامل حق مالکیت، حق دفاع از خود و حق مالکیت بر بدن خود است. در تمایز بین آزادی‌های مدنی و سایر انواع آزادی، بین آزادی مثبت / حقوق مثبت و آزادی منفی / حقوق منفی تفاوت وجود دارد.

## بررسی اجمالی

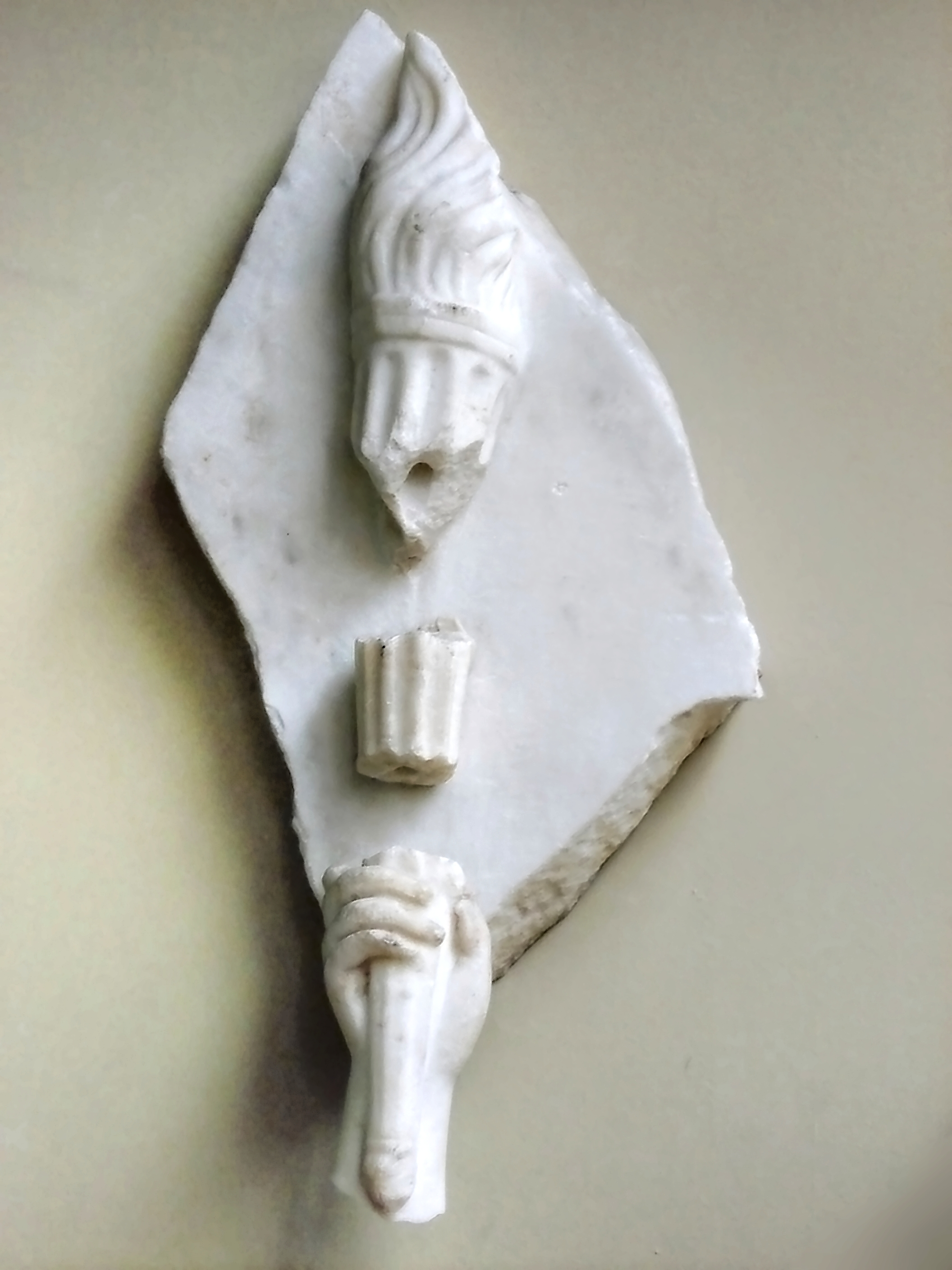
آزادی شکسته شده: استانبول موزه باستان‌شناسی

بسیاری از کشورها در قانون اساسی خود یا یک بستر حقوقی آزادی‌های مدنی را تضمین کرده‌اند. برخی از دیگر کشورها به تصویب قوانین مشابه با کنوانسیون اروپایی حقوق بشر و میثاق بین‌المللی حقوق مدنی و سیاسی پرداخته‌اند.
برخی از آزادی‌های مدنی محل مناقشه هستند. این آزادی‌ها عبارتند از: حق مالکیت، حقوق باروری و ازدواج مدنی. یکی دیگر از موضوع‌های بحث‌برانگیز تعلیق یا تغییر برخی از آزادی‌های مدنی در زمان جنگ یا وضعیت اضطراری است. مفهوم رسمی آزادی‌های مدنی غالباً به منشور کبیر، منشور حقوقی انگلیسی که در سال ۱۲۱۵ توافق شد، بر می‌گردد که به نوبه خود مبتنی بر اسناد از پیش موجود، یعنی منشور آزادی‌ها بود.
در رژیم‌های استبدادی که سانسور دولتی مانع از آزادی‌های مدنی می‌شود، برخی از حامیان آزادی مدنی، با استفاده از ابزارهای گوناگون مربوط به حریم خصوصی از آزادی بیان دفاع می‌کنند.